# Карді (струмок)
Карді (Мик) — струмок в Україні, у Хотинському районі Чернівецької області. Лівий доплив Щербинці (басейн Чорного моря).

## Опис
Довжина срумка приблизно 7,1 км.

## Розташування
Бере початок у Долинянах. Тече переважно на південний схід через Круглик і впадає у річку Щербинці, ліву притоку Черлени.